# Lilli Kay
Lilli Kay (Brooklyn, 18 de março de 1996), é uma atriz norte-americana. Ela é conhecida por seu papel como Penelope Fowler na série Showtime Your Honor.

## Biografia
Kay nasceu em Brooklyn, um bairro de Nova Iorque. Ela frequentou a Wildwood School e a Thacher School na Califórnia. Ela ingressou na Universidade Carnegie Mellon, em Pittsburgh, Pensilvânia, e se formou em 2017 com Bacharel em Belas Artes em Atuação e Drama.

## Filmografia
| Ano       | Título                      | Papel           | Notas                      |
| --------- | --------------------------- | --------------- | -------------------------- |
| 2018      | Paterno                     | Dori            |                            |
| 2019      | Madam Secretary             | Ruby            | Episódio: "The New Normal" |
| 2019      | Chambers                    | Penelope Fowler | Papel principal            |
| 2020-2023 | Your Honor                  | Fia Baxter      | Papel principal            |
| 2022      | August at Twenty-Two        | Emily Walker    |                            |
| 2022      | Yellowstone                 | Clara Brewer    | Papel recorrente           |
| 2023      | Rustin                      | Rachelle        |                            |
| 2024      | The Luckiest Man in America |                 |                            |